# 訃報 1986年10月
訃報 1986年10月（ふほう 1986ねん10がつ）では、1986年（昭和61年）10月中に物故した、又は物故が報じられた人物についてまとめる。

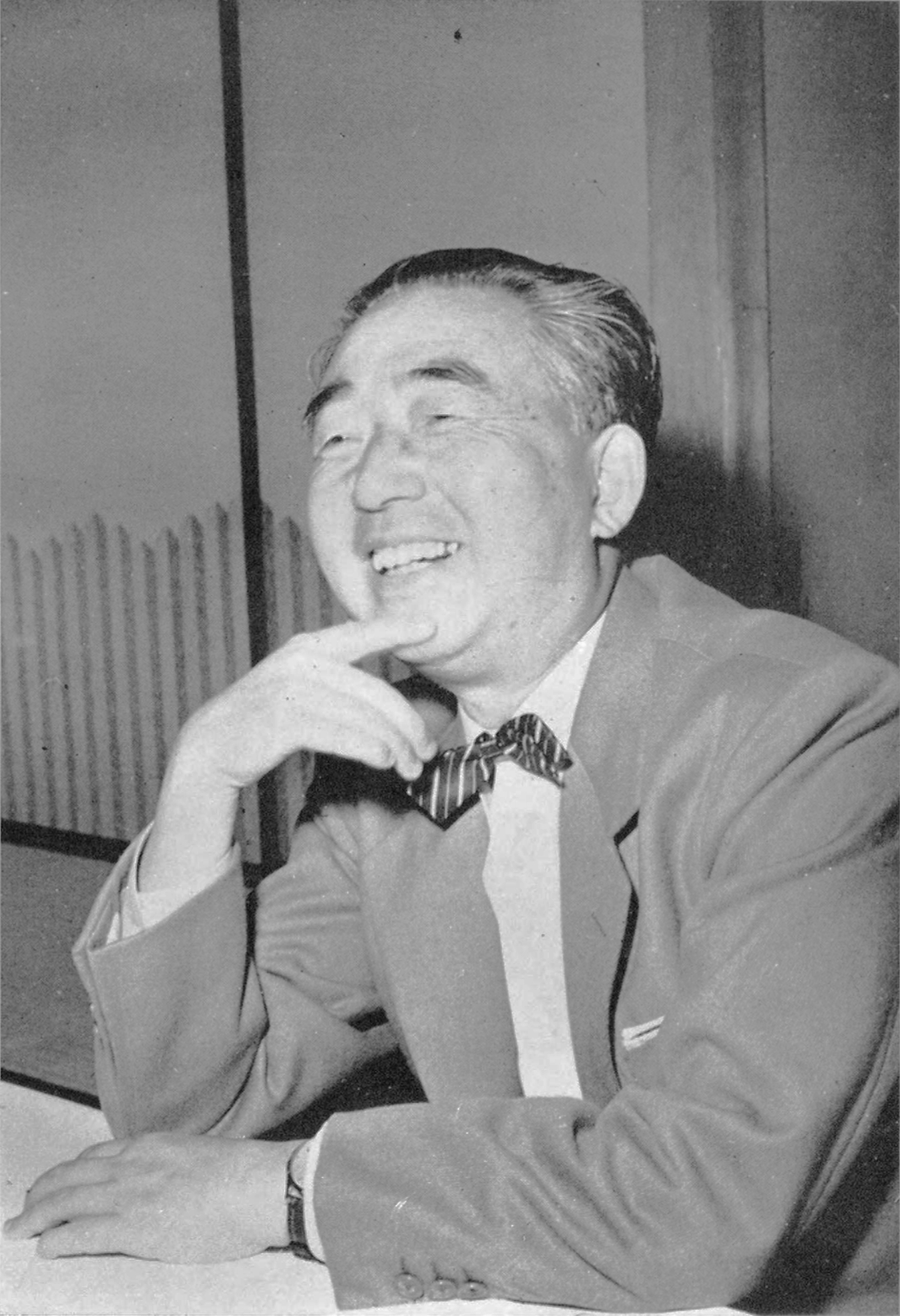
石坂洋次郎 / 10月7日没

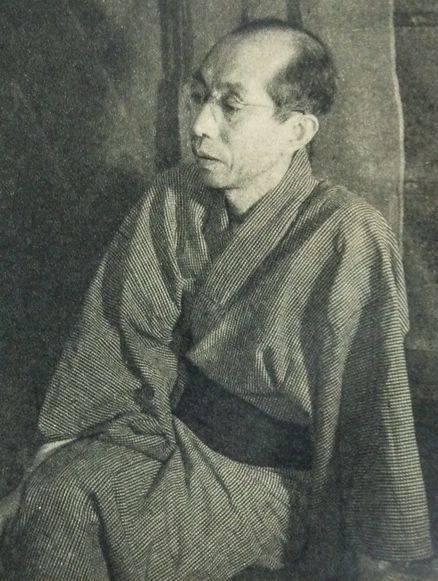
木村秀政 / 10月10日没

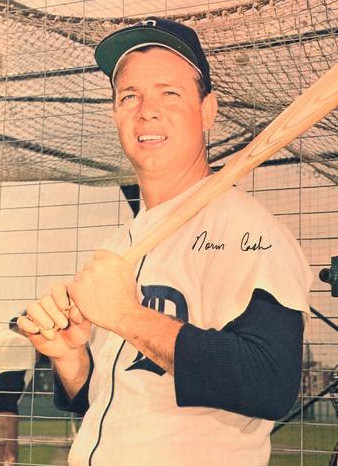
ノーム・キャッシュ / 10月12日没

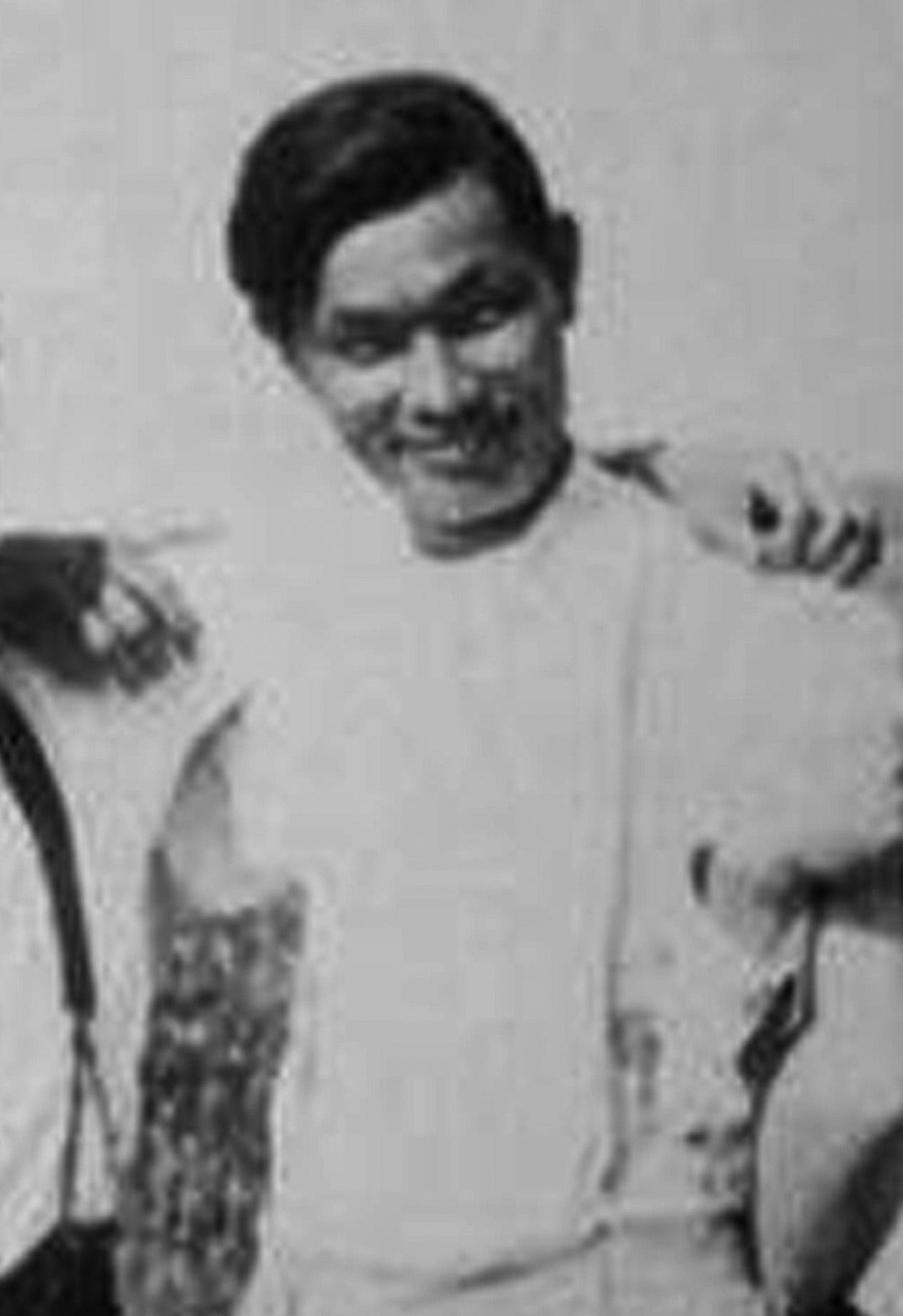
荻須高徳 / 10月14日没

## （1日 - 15日）
- 10月5日 - ジェームズ・H・ウィルキンソン、数学者・計算機科学者（* 1919年）
- 10月7日 - 石坂洋次郎、小説家（* 1900年）
- 10月10日 - 木村秀政、航空機設計者（* 1904年）
- 10月11日 - ジョルジュ・デュメジル、比較神話学者・言語学者（* 1898年）
- 10月11日 - デイヴィッド・ハンド、映画監督（* 1900年）
- 10月11日 - 武田隆夫、経済学者（* 1916年）
- 10月11日 - 宮地政司、天文学者（* 1902年）
- 10月12日 - ノーム・キャッシュ、メジャーリーガー（* 1934年）
- 10月12日 - 植木昌一郎、脚本家（* 1922年）
- 10月14日 - 荻須高徳、洋画家（* 1901年）
- 10月14日 - 東京ぼん太、芸人・歌手・漫談家（* 1939年）
- 10月15日 - 安田武、評論家（* 1922年）

## （16日 - 31日）

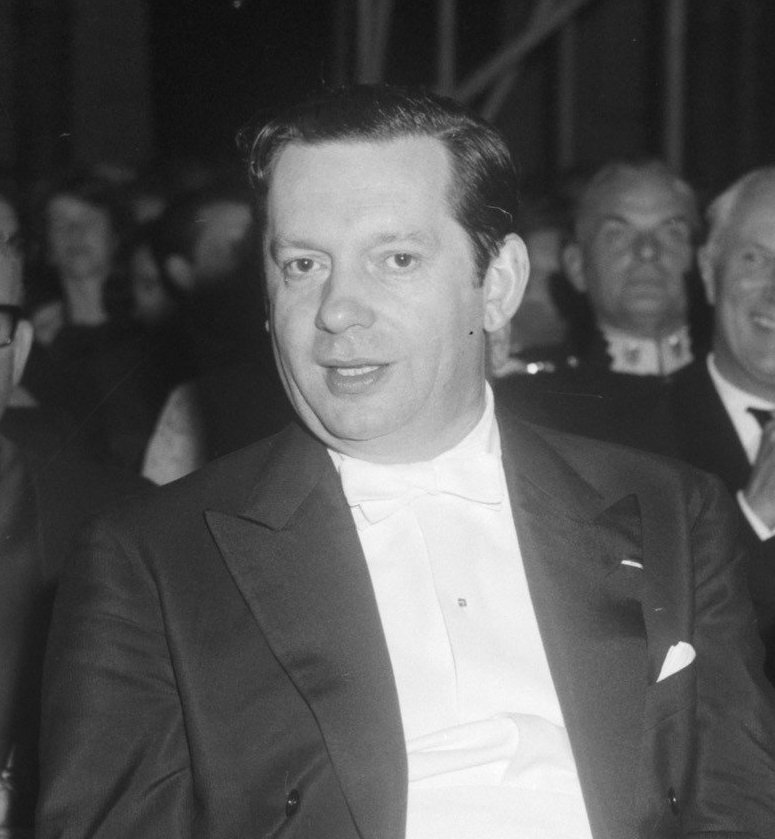
アルテュール・グリュミオー / 10月16日没

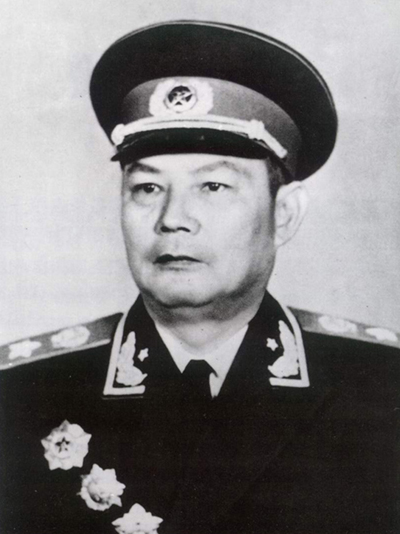
葉剣英 / 10月22日没

- 10月16日 - アルテュール・グリュミオー、ヴァイオリニスト（* 1921年）
- 10月17日 - 鮎川信夫、詩人（* 1920年）
- 10月20日 - 上迫忠夫、体操競技選手（* 1921年）
- 10月22日 - 葉剣英、中華人民共和国の政治家（* 1897年）
- 10月26日 - 富樫淳、元プロ野球選手（* 1924年）
- 10月27日 - 小佐野賢治、実業家（* 1917年）